# Gorī Balmak
Gorī Balmak (persiska: گری بلمک) är en ort i Iran.   Den ligger i provinsen Lorestan, i den västra delen av landet, 400 km sydväst om huvudstaden Teheran. Gorī Balmak ligger 755 meter över havet och antalet invånare är 303.
Terrängen runt Gorī Balmak är varierad. Runt Gorī Balmak är det ganska glesbefolkat, med 28 invånare per kvadratkilometer. Närmaste större samhälle är Poldokhtar, 8,8 km norr om Gorī Balmak. Omgivningarna runt Gorī Balmak är i huvudsak ett öppet busklandskap.